# Giuseppe Gioachino Belli
Giuseppe Francesco Antonio Maria Gioachino Raimondo Belli (Roma, 7 settembre 1791 – Roma, 21 dicembre 1863) è stato un poeta italiano.
Nei suoi 2 279 Sonetti romaneschi, composti in vernacolo romanesco, raccolse la voce del popolo romano del XIX secolo.

## Biografia

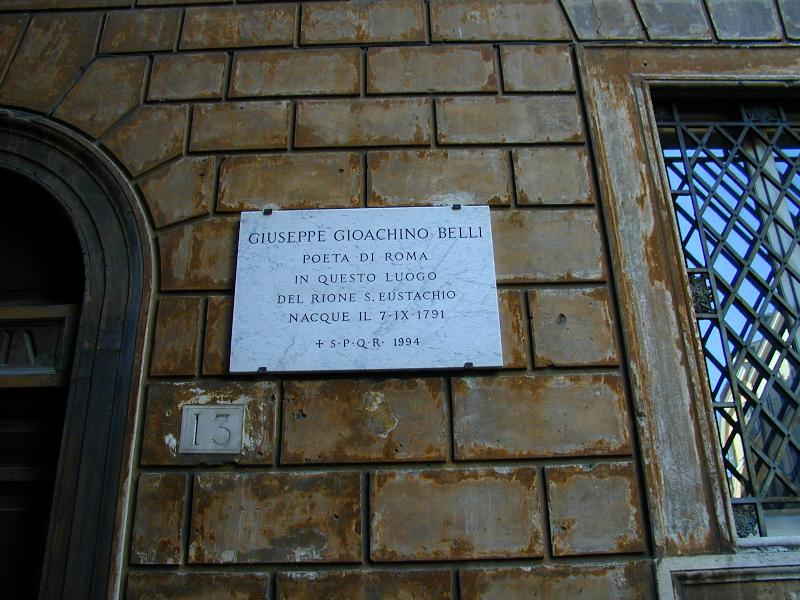
Roma, memoria della casa di nascita di G.G. Belli su palazzo Capranica del Grillo in via dei Redentoristi

Nacque a Roma nel 1791 nella famiglia benestante di Luigia Mazio e di Gaudenzio Belli. La famiglia ebbe altri tre figli: Carlo, morto a 18 anni, Flaminia, che nacque nel 1801 e si fece suora nel 1827, e Antonio Pietro, nato postumo al padre Gaudenzio e morto ancora in fasce..
Nel 1798 i francesi occuparono Roma e i Belli si rifugiarono a Napoli. Ristabilito il potere pontificio, tornarono a Roma e poi, nel 1800, si stabilirono a Civitavecchia, dove Gaudenzio Belli aveva ottenuto un impiego ben retribuito al porto. Quando morì nel 1802, in un'epidemia di tifo petecchiale, lasciò in gravi difficoltà economiche la famiglia, che tornò a Roma, stabilendosi in via del Corso.
La madre si risposò nel 1806, ma morì l'anno dopo, e dei figli si prese cura lo zio paterno, Vincenzo Belli. Giuseppe Gioachino dovette interrompere gli studi per impiegarsi in brevi e mal retribuiti lavori di computista presso i principi Rospigliosi e presso l'Azienda Generale della Reverenda Camera degli Spogli, impartendo anche qualche lezione privata.
Ottenne salario e alloggio nel 1812 presso il principe Stanislao Poniatowski, ma fu licenziato l'anno dopo per contrasti, si ipotizza, con Cassandra Luci, amante (e, successivamente, moglie) del principe.
Intanto il Belli aveva incominciato le prime prove poetiche e letterarie. Nel 1805 aveva scritto le ottave La Campagna, un componimento scolastico sulla bellezza della natura, l'anno dopo una Dissertazione intorno la natura e utilità delle voci, poco più di un sunto del Saggio sull'origine delle conoscenze umane di Condillac, laddove si tratta del linguaggio quale elemento espressivo di mediazione tra la sensazione e il pensiero. Altri suoi scritti su alcuni fenomeni naturali, pur privi di importanza scientifica, danno testimonianza della sua curiosità e del suo spirito di osservazione. Nel 1807 scrisse le Lamentazioni, poemetto di nove canti in versi sciolti, con atmosfere notturne, la Battaglia celtica, entrambe a imitazione del Cesarotti, allora in gran voga, e La Morte della Morte, del 1810, un poemetto scherzoso in ottave, scritto a imitazione del Berni.
Nel 1812 Belli entrò con il nome Tirteo Lacedemonio nell'«Accademia degli Elleni», istituto filo-francese fondato nel 1805. Nel 1813 una scissione portò alla fondazione dell'Accademia tiberina, alla quale passò Belli. La nuova Accademia comprendeva gli oppositori dell'Impero, liberali e clericali, ed ebbe tra i membri Mauro Cappellari, futuro papa Gregorio XVI, e il principe Metternich.
Quello fu anche l'anno delle seguenti opere:
- poemetto di due canti in terzine, d'imitazione del Monti, Il convito di Baldassare ultimo re degli Assirj,
- Il Diluvio universale,
- L'Eccidio di Gerusalemme,
- La sconfitta de' Madianiti,
- Salmi tradotti in versi sciolti,
- sonetti dedicati all'amico Francesco Spada.

Nel 1815 si volse al teatro e scrisse le farse I finti commedianti e Il tutor pittore, nonché I fratelli alla prova, traduzione di un dramma di Benoît Pelletier-Volméranges. Nel 1816 pubblicò in terzine La Pestilenza stata in Firenze l'anno di nostra salute MCCCXLVIII e, nel 1817, A Filippo Pistrucci Romano. Il 1818 entrò nell'«Accademia dell'Arcadia» con il nome Linarco Dirceo.
Il 12 settembre 1816 il Belli, che aveva appena ottenuto un impiego all'Ufficio del Registro, e Maria Conti (1780-1837), vedova benestante, proprietaria di terre in Umbria, si sposarono e si stabilirono in casa Conti a Palazzo Poli, presso la fontana di Trevi. Nella notte del 12 aprile 1824 nacque il loro primo figlio, Ciro. Libero da assilli economici, il Belli poté iniziare una serie di viaggi che lo portarono a visitare Venezia, Napoli, Firenze e, fondamentale per il suo sviluppo artistico, Milano, che visitò nell'agosto del 1827 - dopo aver dato le dimissioni dal suo impiego statale - e dove si trattenne a lungo, ospite di un amico, l'architetto Giacomo Moraglia. A Milano, dove tornò nel 1828 e nel 1829, conobbe le opere di Carlo Porta e comprese la dignità del dialetto e la forza satirica che il realismo popolare era capace di esprimere.
Dell'Accademia Tiberina fu segretario e, dal 1850, presidente. In questa veste fu responsabile della censura artistica e come tale si trovò a vietare le opere di William Shakespeare. Pochi anni dopo, in una lettera indirizzata al principe Placido Gabrielli, datata 15 gennaio 1861, il Belli delineava la sua concezione del romanesco, definendola «favella non di Roma, ma del rozzo e spropositato suo volgo». La lettera faceva seguito alla richiesta, inoltrata su incarico di Luigi Luciano Bonaparte, zio materno del principe, di tradurre in romanesco il Vangelo di Matteo ed è oggi considerata un testo-chiave per comprendere la figura del poeta romano.
Giuseppe Gioachino Belli morì nel 1863, a causa di un colpo apoplettico, e fu sepolto a Roma, al cimitero del Verano. Nel testamento aveva disposto che le sue opere venissero bruciate, ma il figlio non lo fece, consentendo così che fossero conosciute da tutti e per sempre. Il pronipote e artista Guglielmo Janni ne racconterà vita e opere in un opus dattiloscritto di 10 volumi.

## ISonetti romaneschi
(Giuseppe Gioachino Belli, introduzione alla raccolta dei sonetti)
(Giuseppe Gioachino Belli, introduzione alla raccolta dei sonetti)
(Giuseppe Gioachino Belli, introduzione alla raccolta dei sonetti)

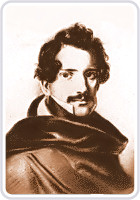
Giuseppe Gioachino Belli da giovane

L'opera del Belli, principalmente nota per i suoi sonetti, rappresenta con felice sintesi la mentalità dei popolani romani, lo spirito salace, disincantato, furbesco e sempre autocentrico della plebe, come egli la denomina, rendendo con vividezza una costante traduzione in termini ricercatamente incolti delle principali tematiche della quotidianità.

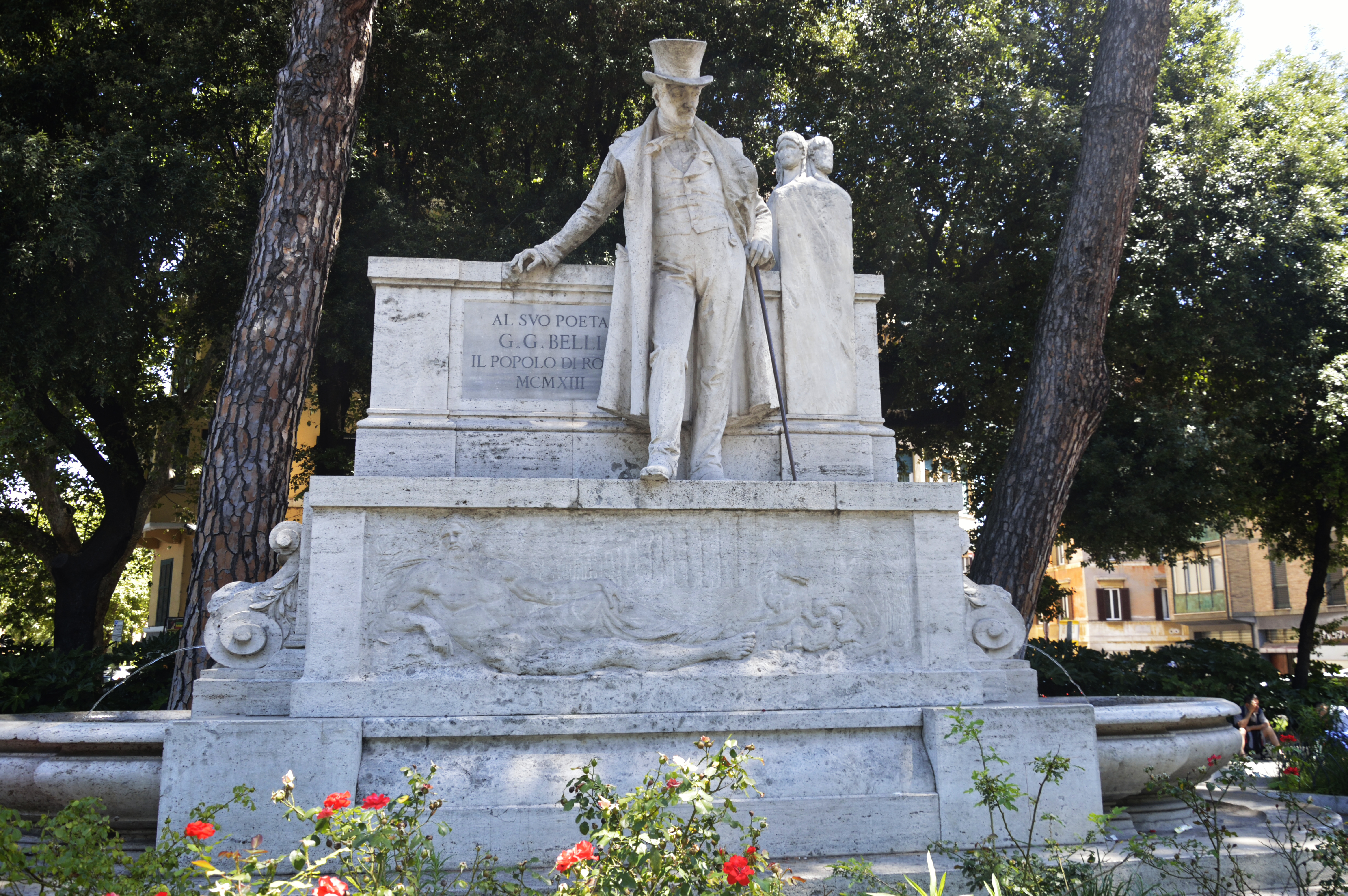
Monumento a Giuseppe Gioachino Belli nell'omonima piazza del rione Trastevere a Roma

L'aspetto teocratico e draconiano della Roma dei papi e della Roma ottocentesca del "Papa Re", caratterizzata da un ospedaliero delle pene e delle leggi (nonché da un aumento delle rivolte da parte del "popolino" riottoso e ribelle, arguto e devoto, a volte violento, burbero e schietto, ma anche vivace ed allegro) incrocia le vicissitudini del popolano nelle ritualità religiose e nelle liturgie giuridiche, nell'immanenza politica come nella sacralizzazione del pratico, è sempre, in ogni verso svolto nell'ottica del vulgus, che sue proprie conclusioni trae secondo quanto di sua percezione. In questo senso è stato discusso se l'opera belliana, come inizialmente accadde, possa ancora tout-court ascriversi al verismo, che intanto dava migliori prove nella prosa, o se invece non sia il caso di riconsiderarla fra le categorie che, avvicinandosi al picaresco per tematiche e contestualizzazioni, trovano un certo fattore comune nella forma della poesia dialettale italiana.
Da un punto di vista letterario, si tratta della produzione più corposa della poesia dialettale italiana dell'Ottocento, e, in termini linguistici, si tratta di un documento di inestimabile valore sulle mille possibili articolazioni del romanesco, di cui isola un tipo oramai classico, mentre il tempo trascorso ha provveduto a farlo evolvere.
A chi vi veda (posizione minoritaria) solo un carattere di poesia minore, personalistica, a usi familiari, si contrappone chi vi riconosce il registro storico di una fase culturale popolare, un secolo prima che l'esigenza di catalogare e studiare e, prima ancora, di raccogliere, gli elementi espressivi dei ceti bassi, certamente quelli anche proverbiali, divenisse sentimento diffuso. Il corpo dei sonetti raggiunge anche un obiettivo non secondario delle opere letterarie, il piacere della lettura, agevolato dalla costante e intrigante trasparenza del personale diletto dell'autore nella sua estensione.
Eppure il realismo è parte del modo narrativo belliano, quantunque non esclusivo. Del realismo Belli fu certo attento osservatore, avendone peraltro selezionato materiale per il suo Zibaldone, ma l'inclinazione verso una satira di sistema, velenosa proporzionalmente alla presunta impossibilità di portare a moralistica "redenzione" i cattivi costumi che punge, sposta la classificabilità verso parametri solo apparentemente più "leggeri", e difatti dell'opera si hanno inquadramenti nelle categorie dell'umorismo, della "cronica", del lazzo e - per estremo - della letteratura scandalistica. Come per altre opere di tutte le letterature, al piacere di degustarne l'arguzia, si è spesso aggiunta la morbosità per la dirompente frequenza di ricorso a termini e locuzioni, o proprio a situazioni tematiche, di drastico scandalo.
Al Belli che di fatto componeva un'opera moralisteggiante, senza limiti e senza rispetto delle inibizioni "morali" della letteratura ufficiale, con l'aggravante di essere egli censore ufficiale per ragioni di pubblica moralità, non si riconobbe se non sottovoce, quasi clandestinamente, valore letterario, almeno sin quando (nella seconda metà del Novecento) la cultura ufficiale non prese atto, restituendolo come nozione, che presso il popolo erano in uso il turpiloquio e la semplificazione in senso materiale delle tematiche riguardanti la religione (il "Timor di Dio"), il pudore sessuale e altri argomenti di pari delicatezza.
I sonetti, 2 279 per circa 32 000 versi - più del doppio dei versi della Divina Commedia dantesca -, sono spesso accostati alla proverbialistica poiché nel loro complesso dipingono con ampiezza di dettaglio la filosofia dei Romaneschi del tempo (da non confondersi con i Romani, ai quali il Poeta diceva di appartenere), costituendone impercettibilmente, come dall'Autore stesso dichiarato, "monumento".

### Traduzioni
In molte lingue sono disponibili le traduzioni di svariati sonetti.

#### In inglese
I sonetti del Belli sono stati tradotti in lingua inglese (Vernacular Sonnets of Giuseppe Gioacchino Belli, Windmill Books Limited, Londra), da Michael Sullivan. La difficoltà di rendere questo corpus poetico dialettale ha portato il traduttore ad adottare un'inflessione vernacolare dell'inglese che egli definisce "dispersed urban vernacular", riconducibile a una classe lavoratrice dispersa, non necessariamente urbana, in un linguaggio che, a differenza dell'originale, è privo di un'identificazione territoriale.
Settantatré sonetti di Belli, di argomento biblico, sono stati tradotti in lingua inglese dallo scrittore Anthony Burgess e posti, col testo romanesco a fronte, nella seconda parte del romanzo Abba Abba pubblicato nel 1977. Il romanzo tratta dell'incontro immaginario a Roma di Belli col poeta John Keats.

#### In francese
Ci sono varie traduzioni anche in francese (Darbousset, Vegliante). La traduzione di 25 sonetti è disponibile in rete a cura del centro parigino di scambi culturali C.I.R.C.E.

#### In tedesco
Nel 1984 è stata pubblicata la traduzione in tedesco di una selezione di sonetti, a cura di Otto Ernst Rock, con il titolo Die Wahrheiten des G. G. Belli. Eine Auswahl seiner frechen und frommen Verse (Le verità di G. G. Belli. Una selezione dei suoi versi impertinenti e pii) Un'altra selezione di sonetti, tradotta da Josef G. Mitterer, è stata pubblicata in un'edizione bilingue sotto il titolo Sonetti romaneschi/Römische Sonette: Eine Auswahl übertragen in deutsche Reime (Una selezione, tradotta in rime tedesche) nel 2019.

#### In russo
In russo sono disponibili anche in rete le traduzioni di svariati sonetti, soprattutto a cura di Solonović.

#### In esperanto
In esperanto Antonio De Salvo ha raccolto in rete le traduzioni di 139 sonetti, curate da Broccatelli, Corsetti, Pascucci, Pisoni e Sarandrea.

## Le altre opere
La produzione in lingua italiana, poco nota, è di volume superiore a quella vernacolare, che le è però a sua volta superiore per peso specifico, quanto a particolarità e innovatività. Nondimeno, in tempi recenti, si volge crescente attenzione al resto dell'opera di Belli, della quale si cerca di analizzare in modo meno superficiale le ricchezze creative.
Principalmente si menzionano l'Epistolario e lo "Zibaldone", una selezione di brani del realismo, dell'illuminismo e del romanticismo indicativa della formazione letteraria dell'Autore, in gran parte autodidattica.